# 束星北
束星北（1907年10月1日－1983年10月30日），江苏扬州人，中國理论物理学家，致力于科学教育与研究，后半生因政治运动冲击，被打为“束星北反革命集团头目”，无法进行正常的科学研究十余年。其学生包括李政道、程开甲、吴健雄等科学家，与王淦昌为好友。

## 早期生涯
1907年10月1日，束星北出生在江苏省扬州头桥镇安帖村。父亲束曰璐，母亲郭氏。
8岁时，束星北进入私塾读书，10岁进入江都大桥镇小学读书。1919年，束星北进入泰州明德中学学习，后转至镇江润州中学。
1924年，中学毕业后，束星北考入杭州之江大学。1925年，束星北转学到山东齐鲁大学物理系。

## 留学欧美
1926年，经同学引荐，束星北考进了美国堪萨斯州貝克大學物理系。后前往加州大学旧金山分校学习(此處待釐清，加州大學舊金山分校是 1960年代才從加州大學伯克利獨立出來的，所以1926年沒有加州大學舊金山分校，而且，即使在現在，舊金山分校主要是從事醫學方面的教學與研究)。这期间，他常常出入于各种华人社团组织，先后加入过美国共产党、中国共产党（其实只是当地一个华人政治组织）和一个自称是三Q党的组织。
1927年7月，束星北离开美国，经日本、朝鲜、满洲里，莫斯科、华沙到柏林、汉诺威、汉堡等地，最后来到英国。1928年10月，他经同学介绍，进入英国爱丁堡大学，在埃德蒙·泰勒·惠特克和查尔斯·高尔顿·达尔文指导下进行系统的物理和数学学习，一年后获硕士学位。
1930年2月，束星北来到剑桥大学，师从理论天体物理学家亚瑟·爱丁顿博士。同年8月，他被爱丁顿博士推荐到美国麻省理工学院做研究生和数学系助教，师从数学家迪尔克·扬·斯特勒伊克教授。1931年8月，束星北获科学硕士学位。

## 执教浙江大学
1931年9月，束星北在母亲催促下回国与葛楚华结婚。后在中央陆军军官学校任物理教官。1932年9月，应浙江大学物理系主任张绍忠的的邀请，束星北到浙江大学担任物理系副教授。1935年，浙江大学校长郭任远擅自挪用中华文化教育基金董事会拨给物理系购置仪器设备的专款，物理系教授张绍忠、何增禄、朱福炘、束星北等人愤然离校。1935年8月，他到上海国立暨南大学任数学系主任，并在上海交通大学兼职。1936年4月，竺可桢出任浙江大学校长后，将因抗议前任校长郭任远而辞职的教授请回学校，同年8月，束星北回到浙江大学任物理系副教授。1937年，他晋升为教授。
1937年7月7日，七七事变爆发，日军全面侵华，8月13日，淞沪会战开始，日军开始轰炸杭州。从9月起，浙江大学开始了长达历时两年半的西迁之路，经天目山、浙江建德、江西吉安、泰和、广西宜山，最后于1940年2月到达贵州遵义市、湄潭。
1940年3月束星北父亲病逝，他回家乡奔丧，同年6月回到湄潭。1941年夏束星北母亲又去世，他又回去奔丧，1942年5月回到湄潭。
1944年4月，束星北受聘于重庆国民政府军令部二厅技术室，与谢立惠、陈维昆、束慰曾一起参与雷达的研制工作。1945年抗战胜利后，他离开重庆军令部，返回在湄潭的浙江大学，并随学校回迁杭州。
在浙江大学，束星北前后工作了19年，这段时间也是束星北教学和研究生涯的一个顶峰，此后他便每况愈下了。 在浙江大学，他培养了许多学生，有些后来取得了很大的成绩，如李政道、程开甲、胡济民、周志成等。

## 1949年以后
1952年，全国高校院系调整，束星北前往山东大学物理系。1954年，束星北转入海洋学系气象组从事海洋气象研究。1956年，在肃反运动中，束星北被打为束星北反革命集团的头目。1957年5月，在山东省委宣传工作会议上，束星北作为山东大学的代表做了《用生命维护宪法的尊严》的发言，在随后的反右运动中，束星北被划为极右派分子。1958年6月，束星北被定为历史反革命分子，同年10月，束星北被编入劳改队到青岛月子口水库水利工地强行劳改。1960年，束星北被安排到青岛医学院任教员，管制劳动。1965年，他完成了《狭义相对论》手稿，该专著最终在1995年付梓。文革开始后，被安排打扫卫生等体力劳动。 
1974年9月11日，束星北被摘掉“极右派”和“反革命分子”帽子。1978年，束星北被调到国家海洋局第一海洋研究所任教授，从事海洋动力学的研究。他在青岛市郊崂山县李村开办了海洋动力学进修班，帮助科研人员打牢理论基础。他还领导了海洋内波研究组的组建，从事海洋内波的观测与研究。1970年代末，七机部准备在公海试射东风五号，需要计算弹头落入大洋打捞数据舱的最佳安全时限，国家海洋局将该任务交给了第一海洋研究所，束星北仅凭计算器就完成了计算工作，得到了有关部门的认可。1979年，中国海洋学会海洋物理分会在广州成立，束星北为名誉理事长。1979年12月，束星北得到彻底平反，恢复名誉。
1981年8月，在山东物理学会的第三届代表大会上，束星北当选荣誉理事长。1981年起，束星北还当选为青岛市物理学会名誉理事长，国家海洋局学术委员会委员。1983年1月，任山东省政协第五届委员会委员。1983年10月30日凌晨3时，束星北因病去世，终年77岁。

## 著作
- Hsin P. Soh，A new law of planetary distances and orbital velocities, Popular Astronomy, Vol. 35, p.327
- Hsin P. Soh，The Non-Statical Solution of Einstein's Law of Gravitation in a Spatially Symmetrical Field, Phys. Rev.. Nov 1930, 36 (9): 1515,
- Hsin Pei Soh，Theory of gravitation and electromagnetism, 1934, 国立浙江大学科学报告（Science reports, University of Chekiang）, 1(1):135-142
- Hsin Pei Soh，Relativity transformations connecting two systems in arbitrary acceleration. Nature, 1946, 58:99-100, doi: 10.1038/158099b0
- 束星北，《高空变压计算法的建议》，《气象学报》1954年，第25卷 第4期
- 束星北，《根据基培而基本假设的天气预报新法》，《气象学报》1954年，第25卷 第4期
- 束星北、耿世江、顾学俊等，《利用海流观测资料检验近海内波》，《海洋学报》，1985,7(5):533-538.
- 束星北，《束星北学术论文选集》 ISBN 9787502768904，海洋出版社，2007年
- 束星北，《狭义相对论》  ISBN 7543613832，青岛出版社，1995年

## 家庭
1931年9月，束星北与葛楚华结婚, 有七位子女.束越新是长子,束孝新是二子，束沪新女士是长女，排老三，束庆新是三子，束义新是四子，束润新是五子，束美新女士是二女，排老七。

## 爭議和評價
1979年3月9日，《光明日报》刊登了束星北署名的文章《在爱因斯坦身边工作的日子里》，此文回忆了1928至1929年间，束星北任爱因斯坦研究助手的经过。但许良英研究後認為此文漏洞很多，根本不可信。
2005年1月，作家出版社出版了作家刘海军所写的《束星北档案：一个天才物理学家的命运》。該書認為束星北是“一位天才物理学家”。何祚庥表示該书“存在比较严重的浮夸”，“束星北在物理学研究中没有什么重要的贡献”。